# Districtul Lindau (Bodensee)
Districtul Lindau (Bodensee) este un district rural (germană: Landkreis) din regiunea administrativă Șvabia (Regierungsbezirk Schwaben), landul Bavaria, Germania.

## Orașe și comune
| orașe 1. Lindau (24.426) 2. Lindenberg im Allgäu (11.434) comune (târg) 1. Heimenkirch (3.693) 2. Scheidegg (4.242) 3. Weiler-Simmerberg (6.589) | comune 1. Bodolz (3.130) 2. Gestratz (1.221) 3. Grünenbach (1.385) 4. Hergatz (2.264) 5. Hergensweiler (1.757) 6. Maierhöfen (1.576) 7. Nonnenhorn (1.568) 8. Oberreute (1.609) 9. Opfenbach (2.209) 10. Röthenbach (Allgäu) (1.744) 11. Sigmarszell (2.662) 12. Stiefenhofen (1.719) 13. Wasserburg (Bodensee) (3.303) 14. Weißensberg (2.636) |